# Huis te Haps
Het Huis te Haps (of: Huis Haps) is een voormalig kasteeltje in het Nederlandse dorp Haps.
De oudste vermeldingen zijn van 1418 en 1435. In een document wordt vermeld dat Arnold van Gelre het ten geschenke geeft aan Eduard van Gulik ter gelegenheid van diens huwelijk.
Het terrein bestond uit een brede binnengracht, die twee eilandjes uitspaarde: Het poortgebouw en het eigenlijke huis. Deze waren door een brug met elkaar verbonden. Om dit alles heen lag een buitengracht.
In de 17e eeuw werd het kasteel omgebouwd tot een hoeve. Deze raakte gedurende de 18e eeuw in verval en in de 19e eeuw werd het gebouw gesloopt. De grachten zijn nog zeer lang in het terrein te zien geweest, maar tegenwoordig ook niet meer aanwezig.
Onder de grond bevinden zich nog muurresten van het voormalige kasteel.